# Trattamento del silenzio
Con trattamento del silenzio ci si riferisce al rifiuto da parte di una persona di comunicare verbalmente o con altri mezzi, come chiamate e messaggi, con un'altra persona che lo desidera. A seconda dei casi, può trattarsi semplicemente di qualcuno che tiene il broncio, oppure può sfociare in comportamenti abusivi, nei quali si configura come una forma passivo-aggressiva di abuso emotivo in cui il malcontento, la disapprovazione, l'isolamento della persona sottoposta a tale forma di bullismo e il disprezzo vengono esibiti tramite gesti non verbali, mantenendo il silenzio verbale o interrompendo la persona che si vuole silenziare, quasi non esistesse come interlocutore o non avesse lo stesso valore delle altre presenti o nella vita dell'abusante in questione. La psicologa clinica Harriet Braiker lo caratterizza come una forma di punizione manipolativa. Può anche essere utilizzato come una forma di ostracismo, di cui ne è la forma più diffusa secondo lo psicologo Kipling Williams.

## Origine del termine
Il termine è originato da "trattamento" inteso come terapia, in voga nelle prigioni del XIX° secolo. In uso fin dalle riforme della prigione del 1835, il trattamento del silenzio veniva usato nelle prigioni come alternativa alle punizioni fisiche, dato che si credeva che impedire ai prigionieri di comunicare, chiamandoli con un numero invece che col loro nome, e facendogli coprire il viso in modo da non vedersi a vicenda, potesse incoraggiarli a riflettere sui loro crimini.

## Nelle relazioni personali
Il trattamento del silenzio può venire usato come meccanismo di controllo, ed è, in questo caso, spesso associato alla presenza di problemi o disturbi della personalità e di relazioni disfunzionali. In quest'ultime, infatti, quest'atteggiamento può rappresentare uno schema difficile da rompere e, quando è radicato, può portarle al fallimento.
Il trattamento del silenzio è un atto passivo-aggressivo che porta una persona a sentirsi in colpa senza essere in grado di esprimersi. Infatti, fermo restando che si tratta di una forma non salutare di comunicazione, il silenzio di chi attua questo trattamento può comunque venire interpretato come contenente uno o più messaggi. Poiché, però, questi non sono appunto espressi, l'onere dell'interpretazione e dell'eventuale azione correttiva seguente cade interamente su chi è oggetto del trattamento, ed ogni fallimento comunicativo viene a questi imputato. Ciò manifesta la finalità effettiva del comportamento, specie se si presenta in modo ricorrente: mettere in atto una dinamica punitiva nei confronti della vittima e generare, per l'attuatore/trice, una crescita di attenzioni oltre che una sensazione di potere derivata, fra le altre cose, dal diretto controllo sulla durata del ‘silenzio’.
Chi usa il trattamento del silenzio punisce le vittime rifiutando di parlare con loro o anche solo di notare la loro presenza. Col silenzio, vengono comunicati il loro malcontento, la loro rabbia e frustrazione. Le conseguenze di questo comportamento sulla persona isolata sono sensazioni di incompetenza e di inutilità.

## Nel luogo di lavoro
Ricercatori del Workplace Bullying Institute sostengono che "usare il trattamento del silenzio per isolarsi dagli altri" è la quarta tattica più comune di bullismo sul posto di lavoro, e viene riscontrata nel 64% dei casi per questa forma di bullismo. Il trattamento del silenzio è una forma riconosciuta di supervisione abusiva. Altre forme includono: rinfacciare fallimenti passati, evitare di dare merito ove dovuto, dare la colpa ingiustamente o abbandonarsi a scatti d'ira.

## Riferimenti nei media
- Shirley Ann Millard Mr Toad Gets the Silent Treatment (1999).
- J. Demetrio Nicolo The Silent Treatment (2004).
- Ostracism. Annual Review of Psychology, 2007, 58, 425-452.